# Угольское (железнодорожный разъезд, Буйский район)
Угольское — опустевший железнодорожный разъезд в Буйском районе Костромской области. Входит в состав Центрального сельского поселения.

## География
Находится в западной части Костромской области на расстоянии приблизительно 3 км на северо-запад по прямой от районного центра города Буй у остановочного пункта 721 км.

## История
Разъезд появился в ходе строительства участка Вологда-Буй Северной железной дороги (1905—1906). Название дано по близлежащей деревне. По состоянию на 2020 год населённый пункт опустел и превратился в урочище.

## Население
Постоянное население составляло 1 человек в 2002 году (русские 100 %), 0 в 2022 году.